# Kara-Bałta
Kara-Bałta (kirg. Кара-Балта) – miasto w północnej części Kirgistanu położone około 50 km drogi od Biszkeku. W mieście znajduje się stacja kolejowa linii Biszkek-Taraz. 
W mieście rozwinął się przemysł spożywczy.